# بالانتير للتكنولوجيا
بالانتير للتكنولوجيا Palantir Technologies هي شركة برمجيات أمريكية عامة متخصصة في تحليلات البيانات الضخمة. يقع مقرها الرئيسي في دنفر، كولورادو، وقد أسسها بيتر ثيل،  وناثان جيتينجز، وجو لونسديل، وستيفن كوهين، وأليكس كارب عام 2003. اسم الشركة مشتق من سيد الخواتم حيث كانت الحجارة السحرية «رؤية الأحجار»، والتي توصف بأنها كرات من الكريستال غير قابلة للتدمير تستخدم للتواصل ولرؤية الأحداث في أجزاء أخرى من العالم
تشتهر الشركة بثلاثة مشاريع على وجه الخصوص: بالنتير غوثام وبلانتير ميتروبوليس وبلانتير فاوندري. يتم استخدام بالانتير غوثام من قبل محللي مكافحة الإرهاب في مكاتب في مجتمع الاستخبارات الأمريكية ووزارة الدفاع الأمريكية. سابقا تم استخدام جوثام من قبل محققي الاحتيال في مجلس مسؤولية الاسترداد والشفافية، وهي وكالة فدرالية أمريكية سابقة عملت من 2009 إلى 2015. تم استخدام غوثام أيضًا من قبل محللي الإنترنت في مراقبة حرب المعلومات، وهو مشروع كندي بين القطاعين العام والخاص يعمل من 2003 إلى 2012. يتم استخدام بالانتير ميتروبوليس من قبل صناديق الاحتياط الوقائية والبنوك وشركات الخدمات المالية. يتم استخدام فاوندري من قبل عملاء الشركات مثل مورغان ستانلي وميرك آند كو شركة تضامنية محدودة وإيرباص و Fiat Chrysler Automobiles NV.
عملاء الشركة الأصليون كانوا وكالات فيدرالية تابعة لمجتمع الاستخبارات الأمريكي. ومنذ ذلك الحين وسعت قاعدة عملائها لخدمة حكومات الولايات والحكومات المحلية، فضلاً عن الشركات الخاصة في الصناعات المالية والرعاية الصحية. أعلن كارب، الرئيس التنفيذي للشركة، في عام 2013 أن الشركة لن تسعى إلى طرح عام أولي لأن طرح أسهمها للاكتتاب العام سيجعل «إدارة شركة مثل شركتنا أمرًا صعبًا للغاية». ومع ذلك في 18 أكتوبر 2018، ذكرت صحيفة وول ستريت جورنال أن شركة بلانتير كانت تفكر في طرح عام أولي في النصف الأول من عام 2019 بعد تقييم 41 مليار دولار. في يوليو 2020، تم الكشف عن أن الشركة قد تقدمت بطلب للاكتتاب العام.
بلغت قيمة الشركة 9 مليارات دولار في أوائل عام 2014، حيث ذكرت مجلة فوربس أن التقييم جعل بلانتير «من بين شركات التكنولوجيا الخاصة الأكثر قيمة في وادي السيليكون». اعتبارا من ديسمبر 2014 كان بيتر ثيل أكبر مساهم فيها. في يناير 2015 بلغت قيمة الشركة 15 مليار دولار بعد جولة تمويل لم يكشف عنها بمبلغ 50 مليون دولار في نوفمبر 2014. ارتفع هذا التقييم إلى 20 مليار دولار في أواخر عام 2015 حيث أغلقت الشركة جولة تمويل بقيمة 880 مليون دولار. لم تبلغ شركة بالانتير عن الارباح مطلقًا. في عام 2018، قدرت شركة مورغان ستانلي الشركة بمبلغ 6 مليارات دولار. عام 2020 تم الطرح العام المباشر للشركة في 30 سبتمبر 2020.

## تاريخ الشركة

### التأسيس 2003-2008

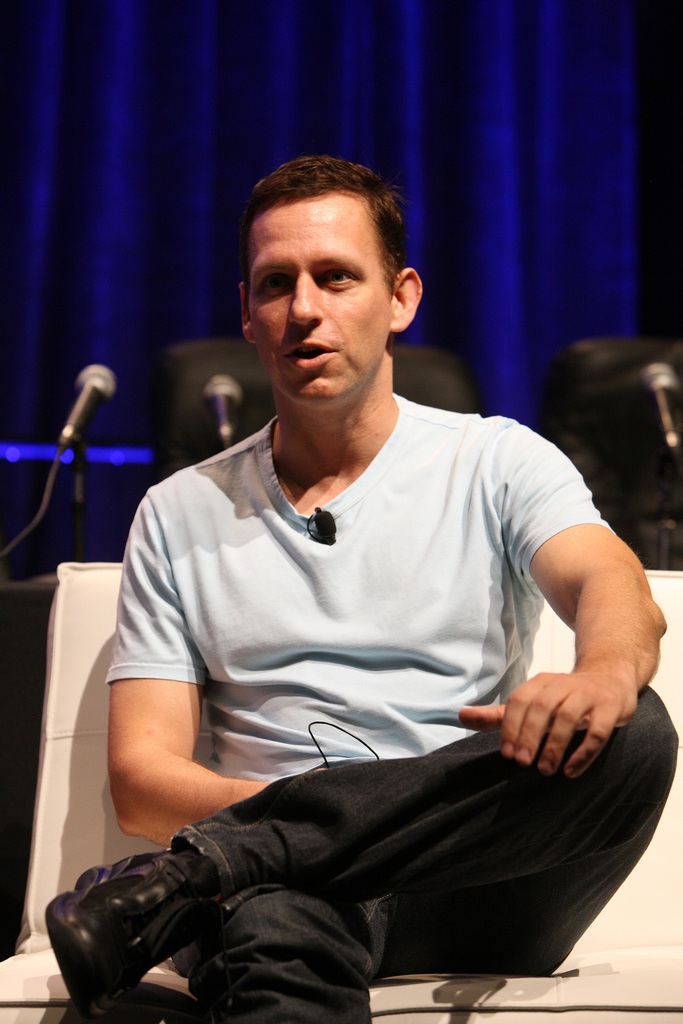
كان المؤسس ورئيس مجلس الإدارة بيتر ثيل أكبر مساهم في شركة بالانتير اعتبارًا من أواخر عام 2014.

على الرغم من أنه تم إدراجها عادةً على أنها تأسست في عام 2004، إلا أن هيئة الأوراق المالية والبورصات (SEC) تشير إلى أن التأسيس الرسمي لشركة بالانتير كان في مايو 2003 بواسطة بيتر ثيل (المؤسس المشارك لـشركة باي بال سابقا مع ايلون ماسك)، الذي أطلق على الشركة الناشئة اسم «حجر الرؤية» في Legendarium الخاص بـتولكين. رأى بيتر ثيل في بلانتير على أنها «شركة موجهة نحو المهام» ويمكنها تطبيق برامج مشابهة لأنظمة باي بال للتعرف على الاحتيال «للحد من الإرهاب مع الحفاظ على الحريات المدنية».
عام 2004 قام ثيل بتمويل إنشاء نموذج أولي بواسطة مهندس باي بال نيثان غيتنغ وطلاب جامعة ستانفورد جو لونسديل ورجل الأعمال ستيفن كوهن. في نفس العام عين ثيل أليكس كارب، الزميل السابق له من كلية الحقوق في جامعة ستانفورد، كرئيس تنفيذي. للشركة
يقع المقر الرئيسي للشركة في بالو ألتو، كاليفورنيا، وقد كافحت الشركة في البداية للعثور على مستثمرين. يتحدث اليكس لكارب «قام مايكل موريتز رئيس مجلس إدارة شركة سكويا كابيتال، بخربشة خلال اجتماع كامل وقام أحد المسؤولين التنفيذيين في كلاينر بيركنز بإلقاء محاضرة على المؤسسين حول الفشل الحتمي لشركتهم». كانت الاستثمارات المبكرة الوحيدة هي مليوني دولار من شركة In-Q-Tel، وهي ذراع رأس المال الاستثماري التابع لوكالة الاستخبارات المركزية الأمريكية، و 30 مليون دولار من بيتر ثيل نفسه ومن شركته الاستثمارية، Funders Fund.
طورت الشركة تقنيتها من قبل علماء الحاسوب والمحللين من وكالات الاستخبارات على مدى ثلاث سنوات، من خلال طيارين قامت بتيسيرها من شركة In-Q-Tel. ذكرت الشركة أن أجهزة الكمبيوتر التي تستخدم الذكاء الاصطناعي وحدها لا يمكنها هزيمة خصم متكيف. وبدلاً من ذلك اقترحت شركة بلانتير استخدام محللين بشريين لاستكشاف البيانات من العديد من المصادر، وهو ما يسمى زيادة الذكاء intelligence augmentation.

### 2009: غوست نت و شبكة الظل
في عامي 2009 و 2010 على التوالي، استخدمت الشركة برنامج يسمى Information Warfare Monitor للكشف عن غوست نت وشبكة الظل. كانت غوست نت عبارة عن شبكة تجسس إلكتروني تتخذ من الصين مقرا لها وتستهدف 1295 جهاز حاسوب في 103 دولة، بما في ذلك مكتب الدالاي لاما وجهاز حاسوب تابع لحلف شمال الأطلسي والعديد من السفارات الوطنية. كانت شبكة الظل أيضًا عملية تجسس في الصين اخترقت جهاز الأمن والدفاع الهندي. سرق جواسيس إلكترونيون وثائق تتعلق بأمن الهند ونشاط قوات الناتو في أفغانستان.
في أبريل 2010 أعلنت شركة بالانتير عن شراكة مع تومسون رويترز لبيع منتج بالانتير للتكنولوجيا باسم "QA Studio" (وهي أداة تستخدم في التحليل الكمي). في 18 يونيو 2010، عقد نائب الرئيس جو بايدن ومدير مكتب الإدارة والميزانية بيتر أورزاج مؤتمرا صحفيا في البيت الأبيض معلنا عن نجاح مكافحة الاحتيال في التحفيز من قبل مجلس المساءلة والشفافية (RATB). عزا جو بايدن الفضل في نجاح البرنامج إلى بالانتير، الذي نشرته الحكومة الفيدرالية. وأعلن أنه سيتم نشر القدرة في وكالات حكومية أخرى، بدءًا من ميديكير و Medicaid.

### 2013-2016: التمويل الإضافي
كشفت وثيقة تم تسريبها إلى تك كرانش أن عملاء بالانتيراعتبارًا من عام 2013 شملوا ما لا يقل عن اثنتي عشرة مجموعة داخل حكومة الولايات المتحدة، بما في ذلك CIA وDHS وNSA وFBI وCDC وMarine Corps وAir Force وSpecial Operations Command وWest Point و The المنظمة المشتركة لهزيمة التهديدات المرتجلة والحلفاء، ومجلس مساءلة التعافي والشفافية والمركز الوطني للأطفال المفقودين والمستغَلين. ومع ذلك، في ذلك الوقت، واصل جيش الولايات المتحدة استخدام أداة تحليل البيانات الخاصة به. أيضًا، وفقًا لـتك كرانش، تم ربط وكالات التجسس الأمريكية مثل وكالة المخابرات المركزية ومكتب التحقيقات الفيدرالي لأول مرة ببرنامج الشركة، حيث كانت قواعد بياناتها «معزولة» في السابق.
في سبتمبر 2013 كشفت الشركة عن تمويل بأكثر من 196 مليون دولار وفقًا لإيداع لجنة الأوراق المالية والبورصات الأمريكية. تشير التقديرات إلى أن الشركة ستغلق على الأرجح ما يقرب من مليار دولار من العقود في عام 2014. أعلن الرئيس التنفيذي أليكس كارب في عام 2013 أن الشركة لن تسعى إلى الاكتتاب العام، لأن طرحها للاكتتاب العام سيجعل «إدارة شركة مثل شركتنا أمرًا صعبًا للغاية». في ديسمبر 2013، بدأت الشركة جولة تمويل جمعت حوالي 450 مليون دولار من ممولين من القطاع الخاص. وقد أدى ذلك إلى رفع قيمة الشركة إلى 9 مليارات دولار، وفقًا لمجلة فوربس، مع توضيح المجلة أن التقييم جعل بلانتير «من بين شركات التكنولوجيا الخاصة الأكثر قيمة في وادي السيليكون».
في ديسمبر 2014، ذكرت مجلة فوربس أن شركة بلانتير كانت تتطلع إلى جمع 400 مليون دولار في جولة تمويل إضافية بعد أن قدمت الشركة أوراقًا لدى لجنة الأوراق المالية والبورصات في الشهر السابق. استند التقرير إلى البحث الذي أجراه خبراء شركة تسمى VC. في حالة اكتماله، ذكرت فوربس أن تمويل شركة بلانتير قد يصل إلى إجمالي 1.2 مليار دولار اعتبارًا من ديسمبر 2014، استمرت الشركة في امتلاك ممولين خاصين متنوعين، كينيث لانجون وستانلي دروكنميلر، و In-Q-Tel of the CIA،  تايغر غلوبال، و Founders Fund، وهي شركة مشاريع يديرها بيتر ثيل، رئيس الشركة نفسه. اعتبارًا من ديسمبر 2014، كان ثيل أكبر مساهم في بالانتير.
بلغت قيمة الشركة 15 مليار دولار في نوفمبر 2014. في يونيو 2015، أفاد موقع بزفيد Buzzfeed أن الشركة كانت تجمع ما يصل إلى 500 مليون دولار في رأس مال جديد بقيمة 20 مليار دولار. بحلول ديسمبر 2015، جمعت 880 مليون دولار أخرى، بينما كانت لا تزال تقدر قيمتها  20 مليار دولار. في فبراير 2016، اشترت شركة بالانتير شركة مختبرات كيمونو، وهي شركة ناشئة تسهل جمع المعلومات من مواقع الويب التي تواجه الجمهور. في أغسطس 2016، استحوذت الشركة على شركة Silk المتخصصة بتصور البيانات.

### عام 2020
تعد شركة بالانتير هي واحدة من أربع شركات تكنولوجية كبيرة  لبدء العمل مع هيئة الخدمات الصحية الوطنية لدعم جهود مرض فيروس كورونا 19 خلال توفير برنامج من بالانتير فاوندري  وبحلول أبريل 2020، استخدمت العديد من البلدان تقنية الشركة لتتبع العدوى واحتوائها. في ديسمبر 2020 حصلت شركة بلانتير على عقد بقيمة 44.4 مليون دولار من قبل إدارة الغذاء والدواء الأمريكية، مما زاد من حصتها بنحو 21٪.

## المنتجات

### بلانتير متروبوليس
كان بلانتير متروبوليس (المعروف سابقا باسم Palantir Finance)  برنامج لتكامل البيانات وإدارة المعلومات والتحليلات الكمية. يتصل البرنامج بمجموعات البيانات التجارية والملكية والعامة ويكتشف الاتجاهات والعلاقات والشذوذ فيها، بما في ذلك التحليلات التنبؤية. بمساعدة 120 من «المهندسين المنتشرين إلى الواجهة الامامية» من الشركة خلال عام 2009، استخدم Peter Cavicchia III من JPMorgan Metropolis لمراقبة اتصالات الموظفين وتنبيه فريق التهديد الداخلي عندما أظهر الموظف أي علامات استياء محتمل: سيقوم فريق التنبيه الداخلي بفحص الموظف بشكل أكبر وربما إجراء مراقبة مادية بعد ساعات مع أفراد أمن البنك. استخدم فريق ميتروبوليس رسائل البريد الإلكتروني ونشاط التنزيل وسجلات المتصفح ومواقع نظام التموضع العالمي من الهواتف الذكية المملوكة لشركة جي بي مورغان ونسخها من المحادثات الهاتفية المسجلة رقميًا للبحث عن هذه المعلومات وتجميعها وفرزها وتحليلها لأي كلمات رئيسية وعبارات وأنماط سلوك محددة. في عام 2013، ربما شاركت Cavicchia هذه المعلومات مع Frank Bisignano الذي أصبح الرئيس التنفيذي لشركة فيرست داتا First Data Corporation.

### بلانتير أبولو
بلانتير أبولو هو نظام توصيل مستمر يدير وينشر Palantir Gotham and Foundry. تم إنشاءه بناءً على حاجة العملاء إلى استخدام العديد من المنصات السحابية العامة والخاصة كجزء من بنيتهم التحتية. ينظم أبولو تحديثات التكوينات والبرامج في منصات Foundry و غوثام باستخدام بنية الخدمة الدقيقة. قلل هذا المنتج الجديد من الشركة هوامشها من خلال توفير البرمجيات كخدمة البرمجيات كخدمة بدلاً من العمل كشركة استشارية.

### منتجات أخرى
شاركت الشركة في عدد من الأعمال التجارية والمنتجات الاستهلاكية، وتصميم جزئي أو كلي. على سبيل المثال، في عام 2014، عرضوا لأول مرة Insightics، والذي وفقًا لصحيفة وول ستريت جورنال «يستخرج إنفاق العملاء والمعلومات الديموغرافية من سجلات بطاقات الائتمان الخاصة بالتجار». تم إنشاؤه جنبًا إلى جنب مع شركة معالجة الائتمان فيرست داتا.

## العملاء

### الشركات
يتم استخدام بلانتير متروبوليس من قبل صناديق التحوط والبنوك وشركات الخدمات المالية. من بين عملاء شركة بالانتير فاوندري شركة Merck KGaA  وإيرباص  وفيراري. استخدمت شركة Information Warfare Monitor الشريكة لشركة بالانتير برنامج Palantir للكشف عن كل من غوست نت و شبكة الظل.

### الكيانات المدنية الأمريكية
يتم استخدام برامج بالانتير قبل مجلس مسؤولية الاسترداد والشفافية للكشف عن الاحتيال وإساءة الاستخدام والتحقيق فيها في قانون الاسترداد وإعادة الاستثمار الأمريكي. على وجه التحديد، استخدم مركز عمليات الاسترداد (ROC) شركة بلانتير لدمج بيانات المعاملات مع مجموعات البيانات مفتوحة المصدر والخاصة التي تصف الكيانات التي تتلقى أموال التحفيز.  بين العملاء الآخرين اعتبارًا من عام 2019 مشروع Polaris،  مراكز السيطرة على الأمراض والوقاية منها، المركز الوطني للأطفال المفقودين والمستغلين، المعاهد الوطنية للصحة،  فريق روبيكون  وبرنامج الأغذية العالمي للأمم المتحدة.
في أكتوبر 2020، بدأت شركة بلانتير بمساعدة الحكومة الفيدرالية في إنشاء نظام يتتبع تصنيع وتوزيع وإدارة لقاحات مرض فيروس كورونا 19 في جميع أنحاء البلاد.

### الجيش والمخابرات والشرطة الأمريكية
يتم استخدام بالانتير غوثام من قبل محللي مكافحة الإرهاب في مكاتب في مجتمع الاستخبارات الأمريكي ووزارة الدفاع الأمريكية، ومحققون في الاحتيال في مجلس مساءلة الاسترداد والشفافية، ومحللون إلكترونيون في Information Warfare Monitor (المسؤولون عن تحقيق GhostNet و Shadow Network).
من بين العملاء الآخرين اعتبارًا من عام 2013 وزارة الأمن الوطني، وكالة الأمن القومي، مكتب التحقيقات الفيدرالي، مركز السيطرة على الأمراض، مشاة البحرية، القوات الجوية، قيادة العمليات الخاصة، ويست بوينت، منظمة هزيمة العبوات الناسفة المشتركة والحلفاء. ومع ذلك، في ذلك الوقت، واصل جيش الولايات المتحدة استخدام أداة تحليل البيانات الخاصة به. أيضًا، وفقًا لـتك كرانش، «وظفت وكالات التجسس الأمريكية أيضًا الشركة لربط قواعد البيانات عبر الإدارات. قبل ذلك، تم عزل معظم قواعد البيانات التي تستخدمها وكالة المخابرات المركزية ومكتب التحقيقات الفيدرالي، مما أجبر المستخدمين على البحث في كل قاعدة بيانات على حدة. الآن كل شيء مرتبط معًا باستخدام بالانتير نفسها.»
استخدمت المخابرات العسكرية الأمريكية منتجاتها لتحسين قدرتها على التنبؤ بمواقع العبوات الناسفة في حربها في أفغانستان. أفاد عدد قليل من الممارسين أنه أكثر فائدة من سجل برنامج جيش الولايات المتحدة، نظام الأرضية المشتركة الموزعة (DCGS-A). اشتكى عضو الكونجرس عن كاليفورنيا دنكان دي هانتر من عوائق وزارة الدفاع الأمريكية لاستخدامها على نطاق واسع في عام 2012.
تم الإبلاغ أيضًا عن عمل الشكرة مع العديد من إدارات الشرطة الأمريكية، على سبيل المثال قبول عقد في عام 2013 لمساعدة مركز الاستخبارات الإقليمي بشمال كاليفورنيا في بناء قاعدة بيانات مثيرة للجدل للوحات السيارات في الولاية. في عام 2012، اشتركت إدارة شرطة نيو أورلينز مع شركة بلانتير في إنشاء برنامج الشرطة التنبؤية.
عام 2014 منحت إدارة الهجرة والجمارك الأمريكية (ICE) عقد بقيمة 41 مليون دولار أمريكي لبناء وصيانة نظام استخبارات جديد يسمى إدارة القضايا الاستقصائية (ICM) لتتبع السجلات الشخصية والجنائية للمهاجرين القانونيين وغير الشرعيين. تم تصميم هذا التطبيق في الأصل من قبل مكتب تحقيقات الأمن الداخلي (HSI) التابع لشركة ICE، مما يسمح لمستخدميه بالوصول إلى منصات الاستخبارات التي تحتفظ بها كيانات إنفاذ القانون الفيدرالية والخاصة الأخرى. وصل النظام إلى «طاقته التشغيلية النهائية» في ظل إدارة ترامب في سبتمبر 2017.
استحوذت شركة بالانتير على عقد مع سباق التسلح بالذكاء الاصطناعي المعرروف اختصارا باسم Project Maven التابع للبنتاغون في عام 2019 بعد أن قررت غوغل عدم الاستمرار في تطوير طائرات بدون طيار تعمل بالذكاء الاصطناعي تستخدم في التفجيرات والاستخبارات.

### الوكالة الدولية للطاقة الذرية
تم استخدام شركة بالانتير من قبل الوكالة الدولية للطاقة الذرية للتحقق مما إذا كانت إيران ملتزمة باتفاقية 2015.

## الخلافات

### تطوير الخوارزمية
رفعت شركة I2 Inc دعوى قضائية ضد شركة الشكرة في المحكمة الفيدرالية بدعوى الاحتيال والتآمر وانتهاك حقوق النشر على خوارزمية بالانتير. استخدم شايم سنيكر، مدير تطوير الأعمال في بالانتير، شركة عيون خاصة كحل قاطع للحصول على رمز I2. I2 تسوية خارج المحكمة بمبلغ 10 ملايين دولار في عام 2011.

### مقترحات ويكيليكس (2010)
في عام 2010، زُعم أن شركة Hunton &amp; Williams قد طلبت من شركة بيريمو للتكنولوجيا وبالانتير و HBGary Federal صياغة خطة استجابة «لتهديد موقع ويكي ليكس». في أوائل عام 2011، أصدرت مجموعة أنونيموس وثائق HBGary الداخلية علنا، بما في ذلك الخطة. اقترحت الخطة أن تكون برامج بالانتير «بمثابة الأساس لجميع جهود جمع البيانات والتكامل والتحليل والإنتاج». تضمنت الخطة أيضا شرائح، يُزعم أنها من تأليف الرئيس التنفيذي لشركة HBGary آرون بار، والتي اقترحت «[نشر] معلومات مضللة» و «تعطيل» دعم غلين غرينوالد لـويكي ليكس.
أنهى الرئيس التنفيذي للشركة كاربس جميع العلاقات مع HBGary وأصدر بيانًا يعتذر فيه «للمنظمات التقدمية... وغرين وايلد... عن أي مشاركة قد تكون لدينا في هذه الأمور». وضعت شركة بالانتير موظفًا في إجازة في انتظار المراجعة من قبل شركة محاماة تابعة لطرف ثالث. أعيد الموظف في وقت لاحق.

### دعوى التمييز العنصري (2016)
في 26 سبتمبر 2016، رفع مكتب برامج الامتثال للعقود الفيدرالية التابع لوزارة العمل الأمريكية دعوى قضائية ضد شركة بالانتير زاعما فيها أن الشركة مارست التمييز ضد المتقدمين للوظائف الآسيويين على أساس العرق. ووفقًا للدعوى القضائية، فإن الشركة «قضت بشكل روتيني» على المتقدمين الآسيويين أثناء عملية التوظيف، حتى عندما كانوا «مؤهلين مثل المتقدمين البيض» لنفس الوظائف. وتم عمل تسوية من بلانتير للدعوى في أبريل / نيسان 2017 مقابل 1.7 مليون دولار دون أن تعترف بارتكاب مخالفات.

### تحقيق البرلمان البريطاني (2018)
أثناء الاستجواب أمام لجنة الاختيار الرقمية والثقافية والإعلامية والرياضية، قال كريستوفر ويلي، مدير الأبحاث السابق في كامبريدج أناليتيكا، إنه تم عقد عدة اجتماعات بين بالانتير وكامبريدج أناليتيكا، وأن ألكسندر نيكس، الرئيس التنفيذي لشركة SCL، سهّلوا استخدامهم لبيانات ألكسندر كوغان التي تم الحصول عليها من تطبيقه "thisismydigitallife" من خلال التنقيب عن المسوحات الشخصية. أنشأ كوجان لاحقًا ابحاث العلوم العالمية لمشاركة البيانات مع كامبريدج أناليتيكا وغيرها. أكد ويكلي أن كلا الموظفين من بالانتير وكامبريدج أناليتيكا، استخدموا بيانات ابحاث العلوم العالمية Kogan Global Science Research معًا في نفس المكاتب.

### الشراكة مع هيئة الهجرة والجمارك
تعرضت شركة بلانتير لانتقادات بسبب شراكتها في تطوير برمجيات لهيئة الهجرة والجمارك الأمريكية (منذ 2014). ردت الشركة بأن برنامجها لا يستخدم لتسهيل عمليات الترحيل. في بيان تم تقديمه إلى نيويورك تايمز،  أشارت الشركة إلى أنه نظرًا لأن عقدها كان مع HSI، وهو قسم من ICE يركز على التحقيق في الأنشطة الإجرامية، فإنه لم يلعب أي دور في عمليات الترحيل. ومع ذلك تظهر الوثائق التي حصل عليها موقع The Intercept  أن الأمر ليس كذلك. وفقًا لهذه الوثائق، يعتبر برنامج ICM الخاص باشركة «مهمًا للغاية» لشركة ICE. تشمل المجموعات الأخرى التي تنتقد بلانتير مركز برينان للعدالة،  مشروع الهجرة الوطني،  مشروع الدفاع عن المهاجرين،  تحالف عمال التكنولوجيا وميجينتي. في أحد تقارير ICE الداخلية  حصل عليها ميغنيت، تم الكشف عن أن برنامج بالانتير كان حاسمًا في عملية اعتقال آباء الأطفال المهاجرين غير المسجلين.
في 28 سبتمبر 2020، أصدرت منظمة العفو الدولية تقريراً ينتقد تقاعس شركة بلانتير عن بذل العناية الواجبة بحقوق الإنسان فيما يتعلق بعقودها مع شركة ICE. تخضع المخاوف المتعلقة بسجل بلانتير الحقوقي للتدقيق بسبب مساهمتها في انتهاكات حقوق الإنسان لطالبي اللجوء والمهاجرين.

### مخاوف الخصوصية (منذ 2020)
دفع وباء كورونا 19 المستمر شركات التكنولوجيا إلى الاستجابة للطلب المتزايد على معلومات المواطنين من الحكومات من أجل تتبع جهات الاتصال وتحليل بيانات المرضى. ونتيجة لذلك تم التعاقد مع شركات جمع البيانات، واتلي منها بالانتير، للمشاركة في ممارسات جمع البيانات الوبائية. أثارت مشاركة بلانتير في برنامج "HHS Protect Now"، وهو برنامج أطلقته وزارة الصحة والخدمات الإنسانية بالولايات المتحدة لتتبع انتشار فيروس كورونا، انتقادات من المشرعين الأمريكيين.
أعادت مشاركة الشركة في مشاريع الاستجابة لـ فيروس كرونا المعروف باسم مرض فيروس كورونا 2019 إشعال النقاشات حول مشاركتها المثيرة للجدل في تتبع المهاجرين غير الموثقين، لا سيما آثارها المزعومة على عدم المساواة الرقمية والقيود المحتملة على الحريات عبر الإنترنت. يزعم النقاد أن البيانات السرية التي حصلت عليها HHS يمكن أن تستغلها الوكالات الفيدرالية الأخرى بطرق غير منظمة ومن المحتمل أن تكون ضارة. تتطلب المقترحات البديلة قدرًا أكبر من الشفافية في العملية لتحديد ما إذا كانت أي من البيانات المجمعة ستتم مشاركتها مع إدارة الهجرة والجمارك الأمريكية لاستفراد المهاجرين غير المسجلين.
مشروع المخضرم Maven (منذ 2018)
بعد أن كان لدى شركة غوغل مشاكل مع الموظفين الذين انسحبوا بشأن العقد الجديد بالشراكة مع البنتاغون، تبنت شركة بالانتير برنامجًا سريًا للذكاء الاصطناعي يهدف إلى تشغيل طائرات بلا طيار. الذكاء الاصطناعي مثير للجدل وتطبيقه المستمر والمحتمل واستخدامه في الإعدادات العسكرية ينذر بالخطر للكثيرين. تهدف شركة بلانتير إلى مواءمة الديمقراطيات الغربية الليبرالية لمكافحة التأثيرات السلبية المحتملة لاستخدام هذه التكنولوجيا.